# نینجوتسو
نین جوتسو (به ژاپنی: 忍術)، یک هنر رزمی ژاپنی است که در لغت به معنای هنر پنهانی است و در آن استراتژی‌ها و تاکتیک‌های جنگ‌های نامتعارف و چریکی و روش‌های مخفیانه و تکنیک‌های رزمی آموزش داده می‌شود. این تکنیک‌ها توسط جاسوسان و پیشاهنگان در ژاپن پیش از مدرن به نام نینجا استفاده می‌شود. برخی از این تکنیک‌ها در طومارهای نینجا ثبت شده است که برخی از آنها منتشر و ترجمه شده‌اند.
نینجوتسو شامل تکنیک‌های رزمی نیز می‌شود و همچنین تکنیک‌های تسلیحاتی وجود دارد که از تجهیزات (سلاح‌هایی) منحصر به فردی به نام‌های نینجوتسو و نینجوتسو استفاده می‌کنند. با این حال، تردیدهای زیادی وجود دارد که نینجوتسو تا آنجا که سوابق ثبت شده است، سلاح‌های تخصصی و تای جوتسو را شامل می‌شود و در واقع، به ویژه پس از دوره ادو، به احتمال زیاد هنرهای رزمی تمام عیار از مدارس هنرهای رزمی تنها با دانش و استفاده از سلاح ساده آموخته شده است.

## پیشینه
روایت‌های مختلفی در مورد منشأ و چگونگی تکامل نینجوتسو و پیدایش نینجا مطرح شده است. در افسانه‌های  ژاپنی آمده که نینجاها از نسل هیولایی هستند که نیمی انسان و نیمی کلاغ بود. بر اساس بیشتر منابع تاریخی نینجاها به تدریج خود را به عنوان نیروی مخالف همتایان طبقه بالاتر خود یعنی سامورایی‌ها در ژاپن فئودال مطرح کردند و تکامل این هنر رزمی بین قرن ششم تا نهم میلادی در ژاپن اتفاق افتاد.
دایسوکه توگاکوره و کاین دوشی نخستین نینجاهای بودند که برای اولین بار قواعدی را برای این هنر رزمی تدوین کرده و اولین مکتب نینجوتسو را پایه‌گذاری کردند. دایسوکه یک سامورایی شکست‌خورده بود که املاک و عنوان سامورایی خود را از دست داده بود، او برخلاف دیگر سامورایی‌ها به جای اینکه در این موقعیت خودکشی کند در کوه‌های جنوب غربی جزیره هنشو آواره شد و در آنجا کاین دوشی یک راهب جنگجوی چینی را ملاقات کرد. این دو تصمیم گرفتند تا سبک جدیدی برای نبردهای چریکی به نام نینجوتسو را پایه‌گذاری کنند. جانشینان دایسوکه نیز نخستین نینجا ریو یا مدرسه نینجوتسو را با نام توگاکوره ریو تأسیس کردند.
نینجوتسو به این ترتیب رقیبی برای مکتب بوشیدو سامورایی‌ها شد. سامورایی‌ها وفاداری و شرافت را بر هر چیز مقدم می‌داشتند و بوشیدو سیستم رزمی آن‌ها بسیار اصیل و منسجم بود اما روش‌های جنگی آن‌ها همیشه کارآمد نبود. برتری نینجاها درست در همین مسئله بود. نینجاها انجام مأموریت به هر شکل ممکن را بر هر چیز مقدم می‌داشتند. حمله ناگهانی، مسموم کردن، فریب و جاسوسی از نظر سامورایی‌ها ناجوانمردانه بود اما از روش‌های اصلی رزمی نینجاها محسوب می‌شد.

## آموزش‌ها
مهارت‌های مورد نیاز نینجا در دوران مدرن به عنوان نینجوتسو (忍術) شناخته شده است، آنها قبلاً تحت یک رشته واحد نامگذاری نشده بودند، نینجا مزدوران ساده ای نبودند بر اساس متون موجود آموزش‌های آنها شامل اطلاعاتی در مورد آموزش رزمی، برطرف کردن نیازهای روزانه و علوم مختلف برای بقا و سازگاری در محیط بود.
از اواسط قرن پانزدهم اولین آموزش تخصصی آغاز شد، در این زمان برخی از خانواده‌های سامورایی شروع به تمرکز بر جنگ‌های مخفی، جاسوسی و ترور کردند. در این دوران جنگجویان جدا از هنرهای رزمی، تکنیک‌های بقا و پیشاهنگی و همچنین اطلاعات مربوط به سموم و مواد منفجره را مطالعه کردند. تمرینات بدنی سخت شامل دویدن در مسافت‌های طولانی، کوهنوردی، روش‌های مخفی کاری راه رفتن و شنا بود.

## ۱۸ مهارت نینجوتسو

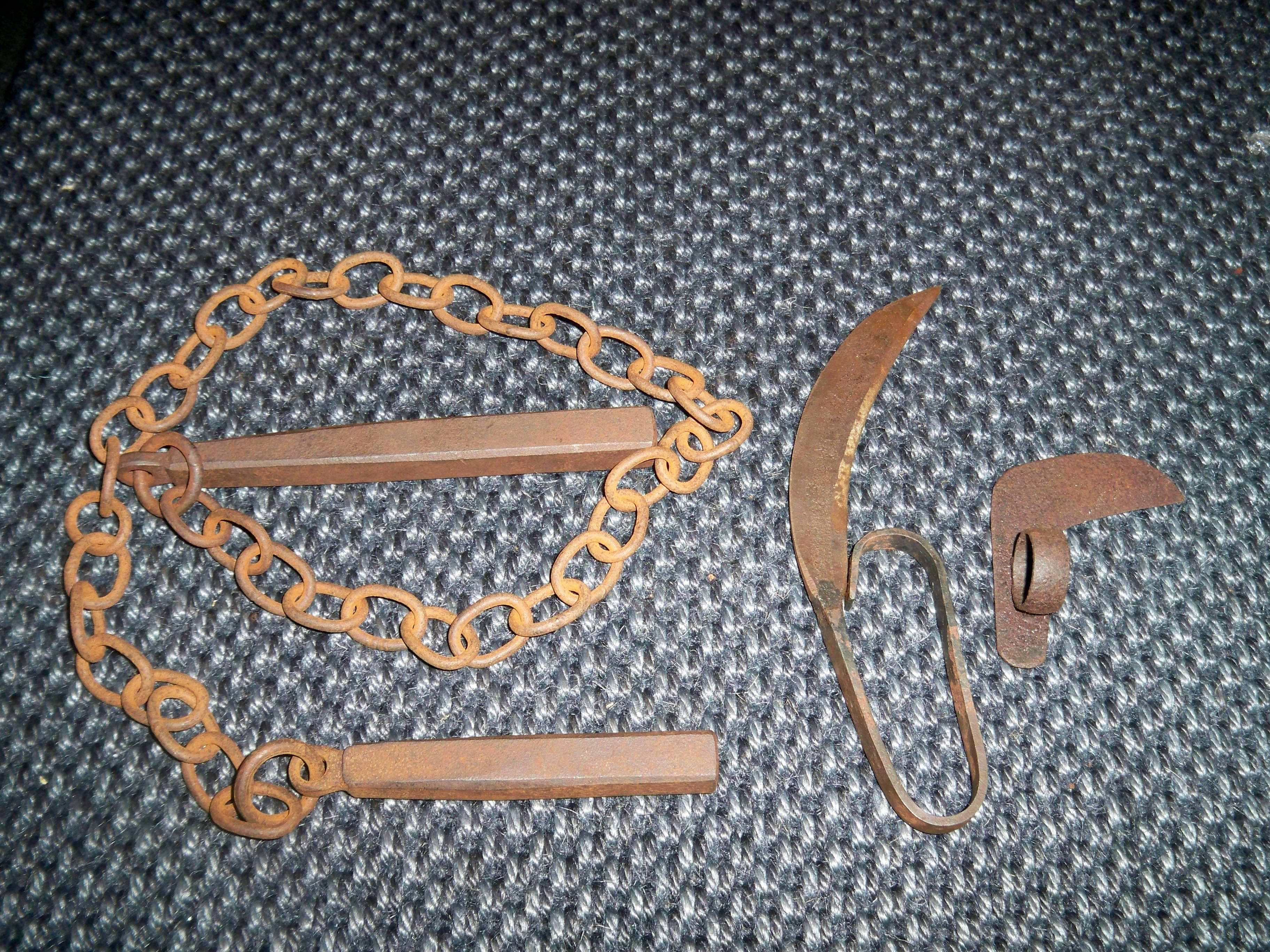
چند نمونه از سلاح‌های مورد استفاده نینجاها

نینجاها بایستی ۱۸ مهارت مختلف را کسب کنند که در طومارهای «توگاکوره ریو» نخستین مدرسه نینجوتسو فهرست شده است.
1. سئی شین تکی کیویو – SeiShin Teki Kyoyo – فرهنگ یا پالایش روحی – 教養
2. تای جوتسو – Tai Jutsu – مبارزه بدون سلاح یا دفاع شخصی - 体術
3. نینجاتو – Ninjato – مبارزه با شمشیر - 忍者剣
4. بوجوتسو - Bo Jutsu – مبارزه با چوب – 棒術
5. شوریکن جوتسو – Shouriken Jutsu – هنر استفاده از ستاره نینجا - 手裏剣
6. سو جوتسو – So Jutsu – مبارزه با نیزه - 槍術
7. ناگی ناتا جوتسو – Nagi Nata Jutsu – مبارزه با تبرزین - 長刀術 یا 薙刀術
8. کوساری کاما جوتسو – KusariGama Jutsu – داس و زنجیر - 鎖鎌
9. کایاکو جوتسو – Kayaku Jutsu – هنر آتش و انفجار - 火薬術
10. هن سو جوتسو – Henso Jutsu – هنر تغییر چهره و جعل هویت - 変装術
11. شینوبی ایری – Shinubi Iri – ورود مخفیانه به اماکن
12. با جوتسو – Ba Jutsu – هنر سوارکاری
13. سوئی رن جوتسو – Sui Ren jutsu – تمرینات در آب - 水練
14. بوری یاکو – Boryaku – تاکتیک و استراتژی - 謀略
15. چوهو – Choho – جاسوسی و کسب اطلاع - 諜報
16. این تون جوتسو – Inton Jutsu – هنر فرار و مخفی شدن -
17. تن من- Ten mon – شناخت وضعیت آب و هوا - 天門
18. چی مون – chi mon – جغرافیا و جهت‌شناسی - 地門

## لقب‌ها در نینجوتسو
هنرجوی مبتدی آغازگر شوشین شا shoshinsha
هنرجوی رسمی (سازمان یافته) اوچی دی شی uchi deshi
هنرجوی بالای دو سال کارکرده کوهای kohai
هنرجوی ارشدبالای ۴سال کارکرده سن پای senpai
کمک مربی ومربی (مشکی دان۱تا۳) سنسی sensei
معلم جوان (دان ۴) شی دوشی هو … shidoshi-ho
مربی باتجربه دان ۵ الی ۹ شی دوشی shidoshi
ارشدمربیان دان ۱۰الی ۱۵ شیهان
استادکامل دان ۱۵ دای شیهان
لقب بالاترین مسئول سبک درجهان (پدر) سوک Soke

## سلاح‌های نینجوتسو
1. نینجاتو (شمشیر نینجا)
2. کاتانا
3. اشیکو
4. شوکو
5. هوکو
6. اونو
7. چیگیریکی
8. بو (چوب بلند)
9. هانبو (چوب کوتاه)
10. سای
11. کاما
12. جوته
13. کوساری فوندو
14. کوساری کاما
15. کوساری تانتو
16. تانتو
17. نانچیکو
18. ناگیناتا
19. یاری
20. بوکن (شمشیر چوبی)
21. شوریکن
22. بو شورایکن
23. کونای
24. تتسوبیشی
25. میتسوبیشی

تسن

## اصول کلیدی نینجا
نیرنگ و شبیخون دو امر بسیار مهم برای نینجاهاست. نینجاها سعی می‌کنند تا دشمن را طوری فریب دهند که قادر به محاسبات و تصمیم‌گیری‌ها دچار اشتباه می‌کند. نینجاها همیشه سعی می‌کنند که از تقدم و برتری دشمن جلوگیری کنند. نینجاها در زمانی که دشمن آماده نیست حمله می‌کنند و دشمن را تحت تا ثیر قرار می‌دهند به صورتی که او را به ضعف می‌کشانند. بیشتر نینجاها ترجیح می‌دهند تنها کار کنند اما در شرایطی به صورت گروهی کار می‌کنند، ترفندهایی که اعمال خارق‌العاده او بر اساس آن شکل می‌گیرد سه دسته هستند:
1. نفوذ کردن
2. نامرئی شدن
3. گریختن